# Death in Action
Death in Action (oft auch unter der Abkürzung D.I.A. bekannt) war eine deutsche Hardcore- und Thrash-Metal-Band, die 1986 in Heidenheim an der Brenz, Baden-Württemberg, gegründet wurde und sich inzwischen wieder aufgelöst hat.

## Geschichte
Die Band wurde im Jahr 1986 gegründet. Nachdem die Band die ersten Lieder entwickelt hatte, folgte im Jahr 1987 mit Veins of Fear ein erstes Demo. Nachdem die Band einen Vertrag bei We Bite Records unterzeichnet hatte, schloss sich 1988 das Debütalbum Toxic Waste an. Das Album wurde im Hildesheimer Masterplan-Studio aufgenommen und die Gruppe bestand hierbei aus Sänger Ralf Pflüger, Gitarrist Markus "Glenn" Krügener, Bassist Udo Franke und Willi Golus. Nach der Veröffentlichung verließen alle Mitglieder bis auf Gitarrist Krügener die Band. Als Bassist kam Ralf Theilacker zur Besetzung, während nun Robbi Balci den Posten des Schlagzeugers einnahm. Krügener übernahm nun auch noch zusätzlich den Sängerposten, woraufhin sich 1990 das zweite Album Just for Our Sake…? bei We Bite Records anschloss. Auf dem Album war mit Günter Oppold zudem ein weiterer Gitarrist zu hören. Im Juni 1991 nahm die Band das dritte Album Stuck in Time im Dust Magic Studio in Siegen auf. Krügener hatte sich inzwischen komplett auf den Posten des Sängers konzentriert. Als neuer Schlagzeuger war zudem Marc Oppold vertreten. 1996 erschien ein letztes Album Scheiterhaufen brennt in Eigenveröffentlichung. Als neuer Schlagzeuger war nun Andy Speth in der Band, während Wolle Hogh den Bass spielte. Die Gruppe hat sich inzwischen aufgelöst.

## Stil
Auf ihrem Debütalbum Toxic Waste spielte die Band eine Mischung aus Thrash Metal und Hardcore Punk, wobei das Spiel der Instrumente am Thrash Metal angelehnt war und der Gesang sich dem Hardcore Punk zuwand. Textlich orientierte sich die Gruppe stärker am Punk-Genre. Ähnlich gab sich die Band auf dem zweiten Album Just for Our Sake…?: Die Lieder weisen eine komplexe Struktur auf und sind im Tempo variabel, wenn auch oft im hohen Geschwindigkeitsbereich angesiedelt. Der Titel des Albums ist gegen Tierversuche gerichtet. Die Band selbst beschreibt das Album folgendermaßen:  „Die Musik von Death In Action drückt die Wut und Ohnmacht unserer jungen Generation aus und ist somit mehr als ein bloßes Beiwerk zu den Texten, nein, beide, Musik und Texte sind ein Spiegel unserer, von Frustrationen und Konflikten geprägten, Zeit.“. Das dritte Album Stuck in Time gab sich ebenfalls variabel und einfallsreich, mit durchdachten Texten.

## Diskografie
- 1987: Veins of Fear (Demo, Eigenveröffentlichung)
- 1988: Toxic Waste (Album, We Bite Records)
- 1990: Just for Our Sake…? (Album, We Bite Records)
- 1991: Stuck in Time (Album, We Bite Records)
- 1996: Scheiterhaufen brennt (Album, Eigenveröffentlichung)